# Oliver Friggieri
Oliver Friggieri (Floriana, Malta, 27 de marzo de 1947-Malta, 21 de noviembre de 2020) fue un escritor, poeta, crítico, lexicógrafo periodista y profesor de literatura maltesa en la Universidad de Malta. 

## Carrera literaria
Publicó con regularidad estudios sobre los autores y la actividad literaria de su país. Escribió varios libros de referencia internacional. Como escritor y traductor, sus lenguas de trabajo son el latín, el italiano y el inglés. En 1989 organizó el primer congreso de la cultura maltesa.
Fue el autor del primer oratorio y de la primera cantata en maltés, respectivamente Pawlu ta' Malta (Pablo de Malta) en 1985, y L-Ghanja ta' Malta (La canción de Malta) en 1989. Era miembro de la Asociación Internacional de Críticos Literarios, de París, y miembro fundador de la Academia International Mihai Eminescu, de Craiova. Varias de sus obras han sido traducidas a otros idiomas.

## Obras
- Malta - The New Poetry (1971, coautor) (Poesía).
- Dwal fil-Persjani (1971, coautor) (Poesía).
- Il-Gidba 1977.
- L-Istramb 1980.
- Stejjer ghal qabel Jidlam 1 (1979) Cuentos.
- Cross Winds - An Anthology of Post- War Maltese Poetry (1980, coautor) (Poesía).
- Poeziji ta' Mha bba (1981, coautor) (Poesía).
- Ak-tar Stejjer ghal qabel Jidlam 11 (1983) Cuentos.
- L'esperienza leopardiana di un poeta maltese: Karmenu Vassallo 1983.
- Fil-Parlament ma Jikbrux Fjuri 1986.
- Stejjer ghal qabel Jidlam 1986, 1 y II.
- Mal-Fanal Hemm Harstek Tixghel 1988 (Poesía).
- Saggi sulla letteratura maltese, 1989
- Fil-Gzira Taparsi jikbru 1-Fjuri 1991.
- Ġiżimin li Qatt ma Jiftaħ
- It-Tfal Jiġu bil-Vapuri
- La Jibbnazza Nigi Lura
- Oliver Friggieri: Il-Poeżiji Miġbura 1996.
- Sotto l'ombra degli occhi. Antologia poetica 2002
- Dun Karm - Le poesie italiane 2007

## Sobre Oliver Friggieri
- Steven R. Serafin ed., Encyclopedia of World literature in the Twentieth Century, I-IV, 3ed., St James Press, Michigan, 1999 (Sobre Oliver Friggieri ver vol. II, pág. 175)
- Charles Briffa, The Voice of a Nation's Conscience: Oliver Friggieri's Fiction in 'Recent Maltese Literature, World Literature Today (The University of Oklahoma), 71, n. 3, Summer 1997, págs. 495-504.